# Факфак (город)
Факфак (индон. Fakfak — faʔfaʔ) — город в Индонезии и административный центр округа Факфак. Согласно переписи 2010 года население составляло 12 566 человек. Он обслуживается аэропортом Факфак. Это единственный город в Западном Папуа, в котором проживают значительные общины индонезийцев арабского и индийского происхождения.

## История
Исторически Факфак был значительным портовым городом, являющимся одним из немногих папуасских городов, которые имели отношения с Султанатом Тернате, будучи связанными с ним.
Султанат позже предоставил голландскому колониальному правительству разрешение поселиться в Папуа, в том числе в Факфаке. Голландцы основали поселение в 1898 году. У города всё ещё есть некоторые колониальные здания, оставшиеся от этого поселения.
Во время Второй мировой войны японский 1-й отряд высадился в Факфаке 1 апреля 1942 года. Маленький гарнизон KNIL сдался без боя, а затем территорию занял небольшой гарнизон из 67 человек 24-го Специального базового подразделения.
Факфак теперь изолированный город, который нечасто используется для импорта и экспорта товаров.

## География
Факфак расположен в Западном Папуа, Индонезия, на полуострове Бомберай вблизи залива Тамбаруни. Он расположен в районе со многими известняковыми холмами, реками и пещерами. Таким образом, улицы города извилисты и с множеством поворотов.

## Демография
Факфак имеет небольшое сообщество арабов-мусульман и индонезийцев индийского происхождения, произошедших от торговцев, которые приехали в Папуа в XIX веке; это меньшинство в последнее время уменьшилось из-за уменьшения роли Факфака в качестве портового города. Это единственное место в Западном Папуа с данными диаспорами.

## Культурная идентичность
Исторически находясь под контролем Тернате, но территориально находясь в Папуа, Факфак разрывается между тем, чтобы быть индонезийским или поддерживать Движение за Свободное Папуа.

## Туризм
Факфак имеет 1,5 километра (0,93 мили) белых песчаных пляжей, расположенных примерно в получасе езды от города. Рядом находятся также наскальные рисунки. Город обслуживается аэропортом Факфак.